# Modern Nature
Modern Nature — двенадцатый студийный альбом британской рок-группы The Charlatans, изданный 26 января 2015 года лейблом BMG Entertainment. После выхода 11-го студийного альбома группы Who We Touch (2010) у барабанщика Джона Брукса был диагностирован рак мозга, и в середине 2013 года он скончался. В начале 2014 года группа собралась в своей студии Big Mushroom с Джимом Спенсером и начала работу над новым альбомом. Сессии длились семь месяцев, и в них принимали участие барабанщики Verve, New Order и Factory Floor. Охарактеризованный как поп-альбом, Modern Nature включил в себя вклад фронтмена The High Llamas Шона О’Хагана, а также госпел-вокал Мелани Маршалл и Сандры Марвин.
Modern Nature был выпущен с синглами «Talking in Tones» и «So Oh» в сентябре и декабре 2014 года соответственно, а также с различными бонус-треками. Группа рекламировала его, выступая на радио и устраивая представления в магазинах. Одновременно с выпуском сингла «Come Home Baby» в феврале 2015 года группа отправилась в хедлайнерский тур по Великобритании, свой первый с 2010 года. В течение следующих полутора лет группа гастролировала в Японии, Европе, США, Великобритании, Австралии и на различных британских фестивалях.
Modern Nature получил в целом положительные отзывы от музыкальных критиков, некоторые из которых отметили броское звучание альбома. Альбом занял 7 место в чартах Великобритании и 25 место в Ирландии.

## Композиции
В музыкальном плане звучание Modern Nature описывается как поп, с элементами диско, фанка и соула. Говоря о названии, Берджесс сказал, что он был в гостях у группы Grumbling Fur, когда они записывали песню. Они были в середине песни, когда с полки упала книга и ударила Берджесса по голове. Книга оказалась дневниками Дерека Джармена, озаглавленными Modern Nature.

## Отзывы
| Совокупная оценка       | Совокупная оценка |
| Источник                | Оценка            |
| ----------------------- | ----------------- |
| AnyDecentMusic?         | 7.6/10            |
| Metacritic              | 80/100            |
| Оценки критиков         |                   |
| Источник                | Оценка            |
| AllMusic                | [ 7 ]             |
| Clash                   | 7/10              |
| Daily Express           | 4/5               |
| The Daily Telegraph     | [ 10 ]            |
| Drowned in Sound        | 8/10              |
| Exclaim!                | 7/10              |
| The Guardian            | [ 13 ]            |
| London Evening Standard | [ 14 ]            |
| Loud and Quiet          | 8/10              |
| musicOMH                | [ 16 ]            |

Who We Touch был встречен музыкальными критиками в целом благосклонно. На сайте Metacritic, который присваивает нормализованный рейтинг из 100 баллов рецензиям основных изданий, альбом получил средний балл 80, основанный на 16 рецензиях.
Грэм Марш, автор musicOMH, считает Modern Nature «просто потрясающей», называя его «обязательным к прослушиванию». Он добавил, что это «очень неожиданно и величественно», и «повторное прослушивание» «вознаградит десятикратно». Рецензент AllMusic Стивен Томас Эрлевайн отметил «душевные подводные течения» альбома, благодаря которым он звучит «более цельно, чем Who We Touch, и одновременно созерцательно». По его словам, «туманность альбома во многом обусловлена мерцающим производством». Автор The Guardian Ланре Бакаре сказал, что «из самой печальной отправной точки Charlatans сделали радостный панегирик — и, возможно, лучший альбом в своей карьере». Дом Гурлей из Drowned in Sound написал, что альбом «сочетает в себе элементы прошлой славы группы с видением, твердо устремленным в будущее». Он стал «еще одним ценным дополнением к и без того богатому канону The Charlatans».
Хейли Скотт из Loud and Quiet назвал его «хрупким, танцевальным и не лишенным идиосинкразии». Критик London Evening Standard Дэвид Смит написал, что пластинка «легко переносит свои горести… [при этом] нет ощущения, что группа выбрасывает еще один альбом ради старых времен. Несмотря на большее количество проблем, чем у большинства, они звучат помолодевшими». Автор Daily Express Мартин Таунсенд сказал, что группа «возвращается с пластинкой, которая обладает всей энергией дебюта». Рецензент Exclaim! Лиза Сукрадж описала альбом как «текучий релиз, охлажденный, душевный подход к психоделическому звучанию Charlatans, дополненный приглушенными рожками и джазовыми клавишами». Мэт Смит из Clash нашел, что «большая часть этого альбома, кажется, напоминает 1970-е», а в других частях «добавление плотного производства» помещает треки «в эпоху, которая только сейчас кажется оцененной за то, что она произвела».
Modern Nature достиг 7-го места в Великобритании; это самый высокий результат за 14 лет после Wonderland, который достиг 2-го места. Он также достиг 25-го места в Ирландии.

## Список композиций
| №   | Название                             | Длительность |
| --- | ------------------------------------ | ------------ |
| 1.  | «Talking in Tones»                   | 4:41         |
| 2.  | «So Oh»                              | 4:09         |
| 3.  | «Come Home Baby»                     | 3:56         |
| 4.  | «Keep Enough»                        | 4:18         |
| 5.  | «In the Tall Grass»                  | 3:50         |
| 6.  | «Emilie»                             | 3:18         |
| 7.  | «Let the Good Times Be Never Ending» | 6:30         |
| 8.  | «I Need You to Know»                 | 4:39         |
| 9.  | «Lean In»                            | 3:44         |
| 10. | «Trouble Understanding»              | 4:07         |
| 11. | «Lot to Say»                         | 3:33         |

| №  | Название                        | Длительность |
| -- | ------------------------------- | ------------ |
| 1. | «We Sleep on Borrowed Time»     | 4:27         |
| 2. | «Walk with Me»                  | 4:07         |
| 3. | «As Long as You Stick by Me»    | 4:14         |
| 4. | «I Will Never Leave You» (demo) | 3:02         |

| №   | Название                    | Длительность |
| --- | --------------------------- | ------------ |
| 12. | «We Sleep on Borrowed Time» | 4:27         |
| 13. | «Walk with Me»              | 4:07         |
| 14. | «Honesty»                   | 3:17         |
| 15. | «Marauder» (instrumental)   | 3:39         |

## Чарты
| Чарт (2015)                      | Высшая позиция |
| -------------------------------- | -------------- |
| Ирландия (IRMA)                  | 25             |
| Великобритания (UK Albums Chart) | 7              |